# Championnat de Croatie de football 1996-1997
Navigation
Saison précédente Saison suivante
La saison 1996-1997 du Championnat de Croatie de football est la 6e édition de la première division croate. 
Le championnat reprend une formule plus classique : les 16 meilleures équipes du pays sont regroupées en une poule unique où chaque équipe rencontre tous ses adversaires 2 fois, à domicile et à l'extérieur. Cependant, le championnat va repasser à 12 clubs la saison prochaine : il y aura donc 6 relégués et 2 places sous forme de barrage promotion-relégation.
C'est le Croatia Zagreb, champion en titre, qui termine en tête du championnat et remporte le 3e titre de champion de Croatie de son histoire. Le Croatia Zagreb réalise un 2e doublé consécutif en battant le NK Zagreb en finale de la Coupe de Croatie.

## Les 16 clubs participants
| - Hajduk Split - NK Zagreb - NK Osijek - NK Inter Zapresic - Croatia Zagreb - NK Rijeka - NK Zadar - Promu de D2 - Mladnost 127 Suhopolje - Promu de D2 | - NK Varteks Varazdin - HNK Cibalia - HNK Šibenik - NK Istra 1961 - HNK Segesta Sisak - NK Marsonia - NK Orijent - Promu de D2 - NK Hrvatski Dragovoljac Zagreb - Promu de D2 |

## Compétition

### Classement
Le barème de points servant à établir le classement se décompose ainsi :
- Victoire : 3 points
- Match nul : 1 point
- Défaite, forfait ou abandon du match : 0 point

| Rang | Équipe                           | Pts | J  | G  | N  | P  | Bp | Bc | Diff |
| ---- | -------------------------------- | --- | -- | -- | -- | -- | -- | -- | ---- |
| 1.   | Croatia Zagreb T C               | 81  | 30 | 26 | 3  | 1  | 90 | 23 | +67  |
| 2.   | Hajduk Split                     | 60  | 30 | 18 | 6  | 6  | 53 | 22 | +31  |
| 3.   | NK Hrvatski Dragovoljac Zagreb P | 49  | 30 | 13 | 10 | 7  | 51 | 37 | +14  |
| 4.   | HNK Rijeka                       | 46  | 30 | 13 | 7  | 10 | 44 | 32 | +12  |
| 5.   | NK Zagreb                        | 45  | 30 | 13 | 6  | 11 | 43 | 39 | +4   |
| 6.   | NK Varteks Varaždin              | 42  | 30 | 12 | 6  | 12 | 34 | 35 | -1   |
| 7.   | HNK Šibenik                      | 41  | 30 | 11 | 8  | 11 | 35 | 30 | +5   |
| 8.   | NK Osijek                        | 41  | 30 | 12 | 5  | 13 | 40 | 38 | +2   |
| 9.   | NK Mladost 127 Suhopolje P       | 40  | 30 | 10 | 10 | 10 | 37 | 36 | +1   |
| 10.  | NK Zadar P                       | 40  | 30 | 11 | 7  | 12 | 39 | 45 | -6   |
| 11.  | HNK Segesta Sisak                | 39  | 30 | 9  | 12 | 9  | 35 | 34 | +1   |
| 12.  | NK Marsonia                      | 38  | 30 | 11 | 5  | 14 | 38 | 50 | -12  |
| 13.  | HNK Cibalia                      | 33  | 30 | 11 | 0  | 19 | 35 | 56 | -21  |
| 14.  | NK Orijent P                     | 26  | 30 | 5  | 11 | 14 | 28 | 53 | -25  |
| 15.  | NK Istra 1961                    | 25  | 30 | 6  | 7  | 17 | 25 | 54 | -29  |
| 16.  | NK Inter Zapresic                | 21  | 30 | 6  | 3  | 22 | 22 | 65 | -43  |

| Légende : Qualifications et relégations | Légende : Qualifications et relégations          |
| --------------------------------------- | ------------------------------------------------ |
|                                         | Qualifié pour la Ligue des champions 1997-1998   |
|                                         | Qualifié pour la Coupe des Coupes 1997-1998      |
|                                         | Qualifié pour la Coupe UEFA 1997-1998            |
|                                         | Qualifié pour la Coupe Intertoto 1997            |
|                                         | Participation à la poule de promotion-relégation |
|                                         | Relégation en deuxième division                  |

### Barrages de promotion-relégation
Les clubs classés entre la 11e et la 13e place jouent un barrage de promotion-relégation avec les 3 premiers de 2e division. Les 6 formations sont placées dans 2 poules de 3 équipes, dont seul le premier accède (ou se maintient) en première division.

#### Poule A
|  |    | Groupe A               | Pt | J | G | N | D | Bp | Bc |
|  | -- | ---------------------- | -- | - | - | - | - | -- | -- |
|  | 1. | HNK Segesta Sisak (D1) | 2  | 2 | 0 | 2 | 0 | 2  | 2  |
|  | 2. | HNK Cibalia (D1)       | 2  | 2 | 0 | 2 | 0 | 2  | 2  |
|  | 3. | NK Slaven Belupo (D2)  | 2  | 2 | 0 | 2 | 0 | 2  | 2  |

| Résultats des matchs |       |                   |
| HNK Segesta Sisak    | 1 - 1 | Slaven Belupo     |
| HNK Cibalia          | 1 - 1 | HNK Segesta Sisak |
| Slave Belupo         | 1 - 1 | HNK Cibalia       |

- Les 3 équipes étant à égalité parfaite, la poule est rejouée.

|  |    | Groupe A               | Pt | J | G | N | D | Bp | Bc |
|  | -- | ---------------------- | -- | - | - | - | - | -- | -- |
|  | 1. | NK Slaven Belupo (D2)  | 4  | 2 | 1 | 1 | 0 | 2  | 0  |
|  | 2. | HNK Segesta Sisak (D1) | 2  | 2 | 0 | 2 | 0 | 0  | 0  |
|  | 3. | HNK Cibalia (D1)       | 1  | 2 | 0 | 1 | 1 | 0  | 2  |

| Résultats des matchs |       |                   |
| NK Slaven Belupo     | 0 - 0 | HNK Segesta Sisak |
| HNK Segesta Sisak    | 0 - 0 | HNK Cibalia       |
| HNK Cibalia          | 0 - 2 | NK Slaven Belupo  |

#### Poule B
|  |    | Groupe A           | Pt | J | G | N | D | Bp | Bc |
|  | -- | ------------------ | -- | - | - | - | - | -- | -- |
|  | 1. | NK Samobor (D2)    | 6  | 2 | 2 | 0 | 0 | 4  | 2  |
|  | 2. | NK Marsonia (D1)   | 3  | 2 | 1 | 0 | 1 | 5  | 2  |
|  | 3. | HNK Dubrovnik (D2) | 0  | 2 | 0 | 0 | 2 | 1  | 6  |

| Résultats des matchs |       |               |
| NK Marsonia          | 4 - 0 | HNK Dubrovnik |
| HNK Dubrovnik        | 1 - 2 | NK Samobor    |
| NK Samobor           | 2 - 1 | NK Marsonia   |

## Bilan de la saison
| Tableau d'Honneur                  |                |
| Compétition                        | Vainqueur      |
| Championnat de Croatie de football | Croatia Zagreb |
| Coupe de Croatie de football       | Croatia Zagreb |

| Qualifications européennes 1996-1997 |                                |
| Ligue des champions 1997-1998        | Qualifié                       |
| Tour préliminaire                    | Croatia Zagreb                 |
| Coupe des Coupes 1997-1998           | Qualifié                       |
| Tour préliminaire                    | NK Zagreb                      |
| Coupe UEFA 1997-1998                 | Qualifié                       |
| 1er tour préliminaire                | Hajduk Split                   |
| Coupe Intertoto 1997                 | Qualifié                       |
| Phase de poules                      | NK Hrvatski Dragovoljac Zagreb |

| Promotions et relégations |                                                                                      |
| Relégués en 2e division   | NK Orijent NK Istra 1961 NK Inter Zapresic NK Marsonia HNK Cibalia HNK Segesta Sisak |
| Promus en Prva HNL        | NK Slaven Belupo NK Samobor                                                          |